# Ilhas do Arvoredo

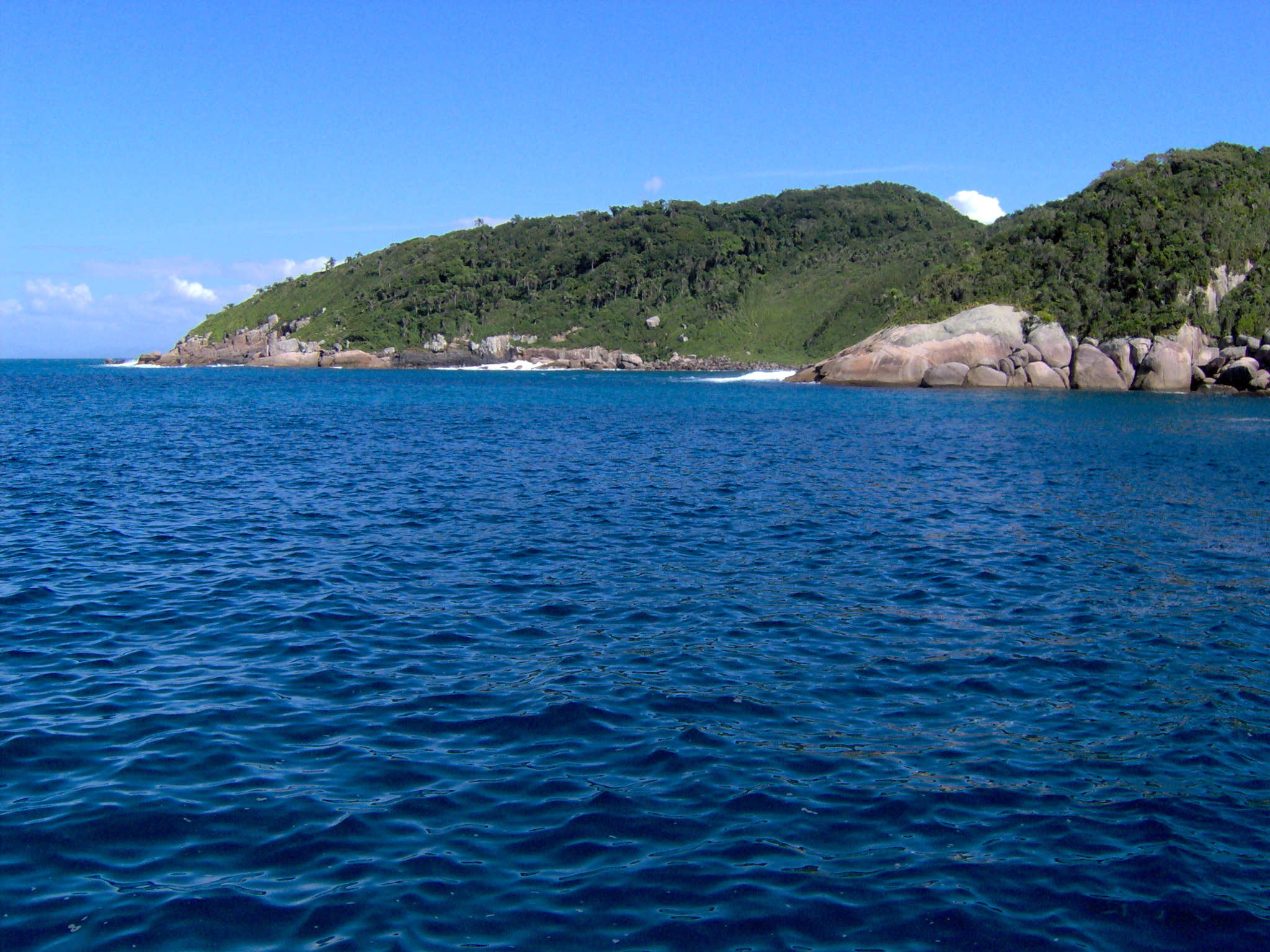
Costa sul da Ilha do Arvoredo (SC), Brasil.

As Ilhas do Arvoredo, ou simplesmente Ilha do Arvoredo, localizam-se no Oceano Atlântico, no litoral do estado de Santa Catarina, no Brasil.
Com uma área total de duzentos e setenta hectares, a profundidade no seu entorno mantém-se entre três e quarenta metros, sendo o fundo constituído principalmente por rochas e areia.
Integra a Reserva Biológica Marinha do Arvoredo. Leva esse nome devido ao marinheiro Alvares Soares de Oliveira, um dos primeiros militares a cuidar do farol que ficava na ilha.